# 近鉄18000系電車
近鉄18000系電車（きんてつ18000けいでんしゃ）とは、1965年に登場した、近畿日本鉄道の京都線・橿原線系統用特急形電車である。

## 概要
1964年に運行を開始した、京都 - 橿原神宮駅（現・橿原神宮前）間の特急 （京橿特急） を増強するため、旧型車の制御装置や主電動機を流用して製造された車両である。
京橿特急には当初、京都線の前身である奈良電気鉄道から引き継いだデハボ1200・1350形を特急用として改造した680系2両編成2本が充当され、本務1運用、予備1運用の体制で1日6往復の運行を開始していたが、運行開始からわずか2か月後の1964年12月1日には京都 - 近畿日本奈良（現・近鉄奈良）間特急（京奈特急）が1日5往復設定され、680系は2本とも定期運用に充当される状況となっていた。しかも、翌1965年3月には利用の多い京奈特急が1往復増発されて京都発着特急の等間隔ダイヤ化が実施された結果、680系検査時の予備として用意された吊り掛け駆動方式・非冷房の「予備特急車」こと683系が本務3運用化した定期特急に恒常的に充当され、さらにはその予備車として旧奈良電気鉄道から継承された旧型のクロスシート車編成までもが一般車塗装のままで特急運用に駆り出されるという厳しい状況に陥っており、冷房の稼働が必要となる夏を前にして、運用ごとのサービス格差の改善が急務の状況にあった。
もっとも、京都・橿原線系統は車両限界が大阪線などと比較して小さく、しかも架線電圧も直流600 Vで低かったため、特急車を用意するには在来車からの改造か、あるいは専用設計の小車体断面車を新造する必要があり、近い将来の車両限界拡大と架線電圧の昇圧が検討されていた当時の情勢では、試行的な意味合いが強かった京橿特急のために専用車を完全新造車として用意するのは困難な状況であった。そこで、車体については小車体断面に対応するものを新規設計するが、高価な電装品については在来車から流用することで、汎用性のない600 V専用機器の新造を避けるという妥協案が出され、本系列が京都線系統では初めての本格的な特急車として製造されることとなった。
形式称号は当時の奈良・京都・橿原線用通勤車の番号割り当てが8000番台であったことから、これに特急車であることを示す10000を足して18000系とされた。
本系列は、以下の通り合計4両が2回に分けて製造されている。
- 1965年6月2日竣工[1]
  - モ18001 : 橿原神宮前向き制御電動車 (Mc)
  - モ18002 : 京都向き制御電動車 (M'c)
- 1966年3月31日竣工[1]
  - モ18003 : 橿原神宮前向き制御電動車 (Mc)
  - モ18004 : 京都向き制御電動車 (M'c)

なお、全車とも近鉄の子会社である近畿車輛で製造されている。

## 車体
車体は当時、車両限界の狭かった京都線や橿原線での運行のため、車体幅は2,590 mmに抑えられ、全長も18,640 mmという中型車体とされた。
形状は同じ1965年に設計された南大阪線用特急車である16000系に準じるが、車両限界の制約から裾部の絞りがないストレートな車体断面となっている。
前面は当初、併結を行わなかったため貫通扉に幌を設置しなかったが、1970年の日本万国博覧会（大阪万博）開催に伴う特急の旅客増加を念頭に置いて、1969年の昇圧時に18001と18004に幌と幌枠の取り付けが実施され、同時に前面の塗り分けが4両とも変更され、紺色帯の下辺は一直線だったものを、貫通扉部分のみ下辺を裾部分まで下げた10100系などの貫通型先頭車に準じた塗り分けに変更した。また、連結器は運転台側が日本製鋼所NCB-II形密着自動連結器、非運転台側は棒形連結器である。
特急標識は当時標準の、10100系や680系などで用いられていたものと同一の大型逆三角形タイプである。
車内設備は、車体幅の関係で大阪線向けの11400系と同等とはできず、680系同様に転換クロスシートを採用しているが、狭い車内で最大限に座席幅を確保すべく2250系からの流用品ではなく新設計品が採用された。内装のカラースキームは同時期設計の16000系に準じており、のちに11400系と同様になった。車端部には、奇数車に車内販売の基地、偶数車にトイレ・洗面所が設置された。冷房装置は11400系や680系などと同じ東芝製のRPU1103（冷凍能力4,500 kcal/h）分散式ユニットクーラー5基が搭載された。

## 主要機器
上述の通り、主に奈良線で使用されていた旧型車であるモ600形623・635・631・633を電装解除して捻出した機器を流用したため、全電動車方式の吊掛駆動車となった。
もっとも、全電動車編成ではあったが、重い旧式な電装品を使用し、しかも正規の特急車としての重装備を与えられたこともあって既存の680系と比較して編成重量が10 t以上重く、走行性能で幾分見劣りした。

### 主電動機
三菱電機MB-213AFを各台車に2基ずつ吊り掛け式で装架する。歯数比は53:26である。
この電動機は奈良線モ600形で急峻な生駒越えのために採用された大出力電動機であり、強トルク低定格回転数として磁気容量を大きくとった重量級設計となっている。

### 制御器
主制御器はモ600形から流用した三菱電機HLF弱め界磁付単位スイッチ式手動加速制御器を各車に搭載している。ただし、連続下り急勾配区間での運用に必要とされる抑速発電ブレーキは装備していない。

### 台車
台車は全車新造品の近畿車輛製シュリーレン式台車を装着するが、2編成で別設計の台車が採用されている。
第1編成は長リンク式揺れ枕を備える金属ばね台車のKD-55を装着する。この台車は同時期製造の8000系用として開発されたKD-51の設計を基本としつつ、MB-213AF電動機の装架に対応するよう設計変更を施したもので、既存の京都・橿原線正規特急車である680系のク580に装着されたKD-54Aや、同じく予備特急車である683系のモ683・684に装着されたKD-54の姉妹機種に当たる。もっとも、側受を内側に置いた古い設計の車体に対応するよう設計されたKD-54系2機種とは異なり、KD-51と同様に側受を可能な限り外側に配置して揺れ枕から上部に支持腕を大きく突き出した、特徴的な構造を備える。ただし、同じ1965年に名古屋線向け1600系用としてこのKD-55と同様の枕ばね周辺機構を備えて製造されたKD-51Bとは異なり、高速運転時の蛇行動抑制に効果のあるボルスタアンカーは省略されている。
それに対し、増備車である第2編成では京橿・京奈特急の利用客が多いことを受けて改良が加えられ、揺れ枕吊りを廃しボルスタアンカーを付加したインダイレクトマウント式空気ばね台車であるKD-59が装着されている。このKD-59は、ベローズ式空気ばねを枕ばねとして使用するように設計された、近鉄最後の台車であるが、台車枠の側枠中央部を湾曲させて引き下げることで枕ばねの作用点を低く抑えたその設計は、南大阪線6000系用KD-61に始まる、以後の近鉄におけるダイアフラム型空気ばねによるダイレクトマウント式空気ばね台車の設計に貴重なデータを提供した。

### ブレーキ
ブレーキは種車や680系などと同様、A動作弁による自動空気ブレーキを採用する。ただし、各台車各車輪ごとに独立したブレーキシリンダーを搭載する台車シリンダー方式が採用されたため中継弁が併用されたことから、AMA-R中継弁付自動空気ブレーキ（ARブレーキ）となっている。

### 集電装置
集電装置については各車の冷房装置搭載スペース確保の必要から、680系と同様に各車の橿原神宮前寄りに三菱電機S-710菱枠パンタグラフを各1基搭載としており、このレイアウトは続く18200系や18400系にも継承されている。

## 編成
1978年（昭和53年）当時の編成表に基づく。
| 項目＼運転区間 | ← 京都奈良・橿原神宮前 → | ← 京都奈良・橿原神宮前 → | ← 京都奈良・橿原神宮前 → | ← 京都奈良・橿原神宮前 → | ← 京都奈良・橿原神宮前 → | ← 京都奈良・橿原神宮前 → |
| 形式           | モ18000形 (M'c)          | モ18000形 (Mc)           |                          |                          |                          |                          |
| 搭載機器       | CP,◇                     | MG,CON,◇                 |                          |                          |                          |                          |
| 自重           | 34.5 t                   | 36.0 t                   |                          |                          |                          |                          |
| 定員           | 56                       | 56                       |                          |                          |                          |                          |
| 車内設備       | 洗面室・トイレ           |                          |                          |                          |                          |                          |

- 搭載機器欄のCONは制御装置、MGは補助電源装置、CPは電動空気圧縮機、◇はパンタグラフ。

## 運用
新造後ただちに京橿・京奈特急に充当され、これにより683系予備特急車を定期運用に充当するという異常事態が解消された。
もっとも1966年以降、複電圧機器を搭載する完全新造による京都 - 宇治山田間直通特急車である18200系が小断面の18 m級車体のままで順次新造されて5編成10両に達し、さらに架線電圧の直流1,500 Vへの昇圧と前後して1969年から1973年にかけて小断面ではあるが20 m級に拡大された18400系が10編成20両製造されたため、京橿特急・京奈特急での限定運用を強いられる本系列と680系の重要性は相対的に大きく低下した。
だが、日本万国博覧会の開幕を翌年に控えた1969年に実施された、京都・橿原線系統の架線電圧の直流1,500 Vへの昇圧に際しては、翌年の万博開催に伴う観光客の増加で特急車が不足することが予測されたために680系とともに本系列は格下げ改造を実施せず特急車のままで主要機器の大改装が実施され、種車モ600形の後身である400系と同様に三菱電機製AB-195-15H制御器を新製して奇数番号車に搭載し、これ1台で2両分8基の主電動機を直並列制御（1C8M制御）するように変更、といった大規模な設計変更が実施された。なお、この際電動発電機は奇数車に、空気圧縮機は偶数車に集約搭載とされている。
昇圧後、主電動機は1時間定格出力140 kWと理論計算値通りの出力アップとなっており、制御器の1C8M化で編成重量が軽減されたこともあって、主電動機出力が110 kWから125 kWへ向上するにとどまった680系との性能差は縮まっている。
もっとも、これら2系列は日本万国博覧会終了後は予備車に回る機会が多くなり、主に天理教大祭の際の京都 - 天理間臨時特急などに充当されるようになった。それでも、一般車に近い車内設備を備える680系は見劣りが隠せず、1973年に18400系最終増備車が竣工して同系列が出揃い、さらに橿原線の車両限界拡大工事が完了し、大阪・名古屋線で運用する標準軌線特急車がそのまま京都・橿原線特急に充当可能となるのを待って、1974年に名古屋線へ団体用として転属となり、その翌1975年には車内設備もそのままに志摩線用一般車へと格下げられた。これに対し、特急車として当初より設計製造された本系列は格下げ改造を実施するのも難しく、また電装品を交換して高性能車化するのも難しかったためそのまま予備車として残置され、680系が名古屋線へ転属し、AMAブレーキ装備の400・600系の淘汰が急速に進められた1974年にブレーキを以後の各系列と同様のHSC電磁直通ブレーキへ改造されている。
その後は他系列特急車の検査時や多客期等に京橿・京奈特急限定の単独運用、天理教関連の臨時特急等に充当される以外は西大寺車庫に留置され続けた。
そのため上述のように運用面で問題が多く、また狭幅車体で座席も転換式クロスシートと接客設備面でも問題が多かったことから、車齢こそ新造後18年と若かった一方で、流用品の主電動機などは昇圧改造の影響もあって劣化が進んでおり、これが早期引退の一因となって本系列はいずれも1982年9月30日付で廃車解体されている。
なお、代替車としては当時最新の汎用型特急車である12600系が新製投入されたが、本系列は運用離脱の前には殆どの場合第1編成と第2編成を連結して4両固定で使用されていたため、この12600系も2両編成2本でなく4両固定編成1本として製造されている。